# Prins Constantins Vej
Prins Constantins Vej på Frederiksberg er en gade navngivet i 1884 efter den græske kronprins Konstantin, der var søn af kong Georg og dronning Olga og sønnesøn af Christian 9. og dronning Louise. Han var gift med dronning Sophie, der lagde navn til Kronprinsesse Sofies Vej i samme kvarter omkring Mariendal. Han var konge over Grækenland ad to omgange, 1913-17 og 1920-22. Vejen ligger mellem Kong Georgs Vej og Mariendalsvej og krydser Dronning Olgas Vej.

## Historie
Gaden blev anlagt som en del af kreaturkommissær Niels Josephsens plan for udstykning af gården Mariendal. Han var en stor beundrer af det græske kongehus og opkaldte nogle af gaderne i kvarteret efter dets medlemmer.
Kronprinsensvej vest for Frederiksberg Have er opkaldt efter samme prins Konstantin; men det havde Josephsen intet med at gøre.